# Cratichneumon unifasciatorius
Cratichneumon unifasciatorius är en stekelart som först beskrevs av Thomas Say 1825.  Cratichneumon unifasciatorius ingår i släktet Cratichneumon och familjen brokparasitsteklar. Inga underarter finns listade i Catalogue of Life.